# Михайлово-Александровка
Миха́йлово-Алекса́ндровка — село в Чертковском районе Ростовской области, недалеко от границы с Украиной.
Административный центр Михайлово-Александровского сельского поселения. 

## География
Рядом располагается Железнодорожная станция Шептуховка на линии Чертково—Боченково.

## История
Село Михайлово-Александровка основано Михаилом Ивановичем Павловым в 1875 году. В те годы донские офицеры и чиновники получали вместо пенсии в пожизненное пользование участки войсковых земель. Павлов приобрёл 5000 десятин, впоследствии по этой земле прошла Юго-Восточная железная дорога (Москва—Ростов-на-Дону) и на его же землях расположилась станция Шептуховка. М. И. Павлов основал село при станции Шептуховка, продавая по сходной цене участки переселенцам, а также железнодорожным рабочим. Село это было названо по своему имени (Михаил) и имени супруги (Александра).

## Население
| 2010 |
| ---- |
| 1606 |

## Улицы
| - ул. Большевитская, - ул. Восточная, - ул. Интернациональная, - ул. Карла Маркса, - ул. Кирова, - ул. Колхозная, - ул. Коммунарская, | - ул. Комсомольская, - ул. Красноармейская, - ул. Ленина, - ул. Мичурина, - ул. Молодёжная, - ул. Первомайская, - ул. Просвещения, | - ул. Свердлова, - ул. Степная, - ул. Удовиченко, - ул. Чапаева, - ул. Чкалова, - ул. Элеваторная, - пер. Буденовский, | - пер. Вокзальный, - пер. Дорожный, - пер. Октябрьский, - пер. Песчаный, - пер. Пионерский, - пер. Садовый, - пер. Советский. |

## Известные уроженцы
- Пилипенко, Галина Анатольевна (род. 1961) — российская журналистка[2], главный редактор журнала «Ура Бум-Бум!»[3] (1988—1993) и сайта «Новостной блог Ростова-на-Дону»[4].
- Удовиченко, Иван Максимович (1922—1945) — советский лётчик, Герой Советского Союза.